# برت بلیک
برت بلیک (انگلیسی: Bert Blake؛ ۱۶ مارس ۱۹۰۸ – آوریل ۱۹۸۶ (۷۸ ساله)) بازیکن فوتبال اهل بریتانیا بود.